# NGC 4658
NGC 4658 је спирална галаксија у сазвежђу Девица која се налази на NGC листи објеката дубоког неба.
Деклинација објекта је - 10° 5' 4" а ректасцензија 12h 44m 37,7s. Привидна величина (магнитуда) објекта NGC 4658 износи 12,5 а фотографска магнитуда 13,3. Налази се на удаљености од 35,7000 милиона парсека од Сунца. NGC 4658 је још познат и под ознакама MCG -2-33-1, IRAS 12420-0948, PGC 42929.